# Gällsängenskogen
Gällsängenskogen är ett naturreservat i Finspångs kommun i Östergötlands län.
Området är naturskyddat sedan 2009 och är 16 hektar stort. Reservatet ligger norr om Gällsjön och består av en tidigare betesmark som nu är en lövskog med inslag av gran.